# دودو مانجني
دودو مانجني (بالإيطالية: Doudou Mangni)‏ (20 مارس 1993 بروما في إيطاليا - ) هو لاعب كرة قدم إيطالي في مركز الهجوم. لعب مع أتالانتا وشانلي أورفا سبور ونادي مودينا ولاتينا كالتشيو.

## روابط خارجية
- دودو مانجني على موقع اتحاد تركيا (لاعب) (الإنجليزية)
- دودو مانجني على موقع قاعدة بيانات كرة القدم.إي يو (الإنجليزية)
- دودو مانجني على موقع Soccerway.com (الإنجليزية)